# Историја Милошевца

## Турска владавина 1459—1718. год.
Приликом освајања Србије Турци су основали своје административно-управне територије (санџаке).  Милошевац је био у саставу Смедеревског санџака

У турском дефтеру број 16, 195-6 од 1476/1478. се наводи да је Милошевац удаљен од Мораве 3-4 километра, да има 242 куће са приходом од 1.089 акчи. 

Године 1516. у Милошевцу је било 244 куће, 21 неожењен, 2 удовице и 26 кућа номада (сточара). 1521/1523. године у Милошевцу је било 257 кућа, а 1528. године 318 кућа. Од тих 318 кућа било је 19 дунђера (зидара), 18 великих кућа са 6 одраслих мушких глава. 1536. године у Милошевцу је било само 36 кућа. Овај податак је или административна грешка, рат или куга. 1560. године у Милошевцу се налазио један примићур који је био старешина села, које је имало 225 кућа и 69 кућа номада. Нешто касније број кућа се пење на 357, а 1570. се смањује на 198 кућа и 27 кућа номада, да би се за време султана Мурата III попео тај број на 207 кућа и 33 номадске куће. Милошевац је био највеће село целог Смедеревског санџака.
У то време насеље се налазило на Селишту, на обали речице Бистричице, источно од данашњег села.
Године 1476. војска угарског краља Матије Корвина провалила је у ове крајеве гонећи Турке. Приликом повлачења угарске војске на север преко Дунава српско становништво се масовно повлачило у Војводину у страху од турске освете.
Насељавање влаха у ове крајеве (Поморавље и Подунавље) ишло је из Старог влаха, Гуче, Драгачева, Ивањице, Ариља, Нове Вароши са Дрине и из Херцеговине (Требиња и Билећа). Новодосељени власи из тих крајева били су ослобођени рајинских радних обавеза. Имали су свог влашког кнеза. Године 1506. укинуте су претходне обавезе влаха. Уведене су нове обавезе. Власи су давали Турцима једну десетину жита, две акче у време жетве, кола сена у време косидбе, кола дрва у време Божића и тако даље. Дужност влашког кнеза била је да организује досељавање влаха што више у ове полуопустеле крајеве.
Мала дигресија са теме о власима. Појам влах има два значења. Једно значење је да влах значи сточар (романизирани или грцизирани Илири и Трачани). Друго значење је да је порекло влаха из Влашке низије у Румунији. Карактеристично је да су се степски становници (Панонска низија, Влашка низија, Молдавија и Украјина) већином бавили сточарством. Одећа им је била вунена шубара, чакшире (панталоне) са везаним гајтанима и великим туром, кожним опанцима и дугачким везеним вуненим чарапама.
Постоји карта путева Поморавља и Подунавља из 1459—1683. године, траса Поморавског пута. Траса Поморавског пута полази од Баточине преко Паланке, Трњане, Ливадице, Милошевца, Голобока, Лозовика, Вранова, Смедерева и даље од Смедерева према Гроцкој и Београду.
Од 1683—1690. године вођен је такозвани велики рат, рат Аустрије и Турске. Аустријска војска под командом Пиколоминија допрела је до Скопља. Српски народ је био на страни аустријске војске. Због напада Француске на Аустрију, аустријска војска је морала да се повлачи са ових простора. Српски народ је бежао од Турака заједно са овом аустријском војском (Сеобе, Милош Црњански).
Данас се зна да је прво писано помињање Милошевца из 1476. године када је имао 242 куће. Дефинитивно нема грешке ако се старост Милошевца помери у дубљу прошлост, јер 242 куће нису изграђене преко ноћи или у току две три године.

## Аустријска владавина 1718—1739. и 1788—1791. год.
Од 1716—1718. на овим просторима вођен је аустријско-турски рат. Пожаревачким миром 1718. године граница је померена са Дунава и Саве на линију Западне Мораве (Ужице, Чачак, Краљево и Крушевац). Значи, око двадесет година овај крај је био под аустријском влашћу. У овом периоду аустријски Немац Лангер направио је карту поморавља и Јасенице и на њој је уписао име Милошевца - Miloshnetz. Од 1736—1739. године на овим просторима се води по други пут аустријско-турски рат. Београдским миром 1739. године граница између ове две царевине поново се враћа на реке Дунав и САву. И овом приликом српски живаљ са ових простора бежи на мађарску територију. Тада велике масе становника из источне Србије и Старог влаха долазе и насељавају ове просторе.
За ове догађаје можемо везати изјаве Милошевчанина да су пореклом власи из Неготинске крајне. Други талас досељавања креће се са Косова и из правца Ниша. Витомирци и Радановићи долазе са Косова, а Богдановићи из околине Алексинца.
Од 1788—1791. године на овим просторима се води трећи аустријско-турски рат. Коча Анђелковић из околине Јагодине подиже огромну српску масу против Турака и ослобађа просторе Јагодине, Баточине, Лапова, Деспотовца, Свилајнца и Велике Плане. Ослобођена територија је названа Кочина крајна. Данашњи Ђујићи везују своје порекло за извесног Ђују и Божанку из тог времена. У то време аустријско-турски рат вођен је и на другим просторима Србије, у Влашкој и Босни и Херцеговини.
Мир је склопљен у Свиштову, бугарском граду, на Дунаву 1791. године. Опет су Турци са својом границом изишли на обале Дунава и Саве. Турци су Кочу Анђелковића ухватили и набили на колац.
Српски народ опет масовно бежи преко Дунава. На ушћу Дунава у Црно море, у месту Ђурђево, 1790. године било је договарање Аустријанаца и Турака о премештању становника. Договарали су се да Срби из Војводине дођу у Поморавље, а Власи да се из Поморавља врате у Неготинску Крајну.
Од 1789—1807. године Турском управља султан Селим трећи. Да би спасио Турску од пропадања почео је да уводи војне, просветне и друге реформе у оквиру Османског царства. Војним реформама укинута је турска јаничарска војска, а уведена редовна низаманска војска. Београдси јањичари Аганлија, Кучуа-Алија, Мула-Јусуф и Старац Фочо били су против султанских војних реформи. У Видинском пашалуку (Видин, Неготин, Зајечар и Кладово) владао је одметнути јањичар Позван Оглу, који је и сарађивао са београдским јањичарима. Настају огорчене борбе између турака присталица реформи и турака присталица јањичара.
Првог фебруара 1794. године султан издаје свој документ (ферман) по коме Срби добијају извесне олакшице. Стриктно је одређена висина харача (харачлију). Турци спахије могу једино да станују по градовима, а у селима не. Српска села имају своје сеоске кнежевине. Неколико српских села чине српску нахију на челу са обр-кнезом. Харач прикупљају Срби и предају га београдском везиру. Срби могу слободно да подижу нове цркве, поште и да тргују.
Од 1790—1794. године султаб у порта одузимају имања београдским јањичарима. Јањичари воде огорчен рат против султана и порте. На Велику Госпојину, 28. августа 1793. године у Београду је београдски паша сазвао збор српских кнежевина и других угледних Срба. Београдски паша је поставио Србима питања шта је узрок те су села тако празна или ретко насељена. Сви присутни су му одговорили такозвани „немачки рат“, људи су посечени, заробљени, пресељени и у збеговима. Паша је дао задужење присутним Србима да напуне села становништвом. Следио је ферман из 1794. године у ферман о одузимању имања јањичарима. И тада почиње процес досељавања становништва у ове крајеве. Лакше је било Србима у Београдском него Србима у Видинском пашалуку. И овај статус је иницирао досељавање Срба из Неготинские Крајне у Милошевац (милошевачки власи).
1792. године у Моравској долини владала је врло велика куга која је проредила становништво.

## Први 1804—1813. и Други српски устанак 1815—1830. год.
Милошевац је 1818. године имао 81 кућу, 1819. године 182 куће, а 1822. године 94. куће. Опет се виде велике осцилације. Шта је узрок тим великим осцилацијама не може се насигурно нешто тврдити. Претпоставке су незахвалне. Организатор борби у Првим српском устанку у Смедеревској нахији па и Милошевцу био је Миленко Стојковић. Радановићи знају да су неки њихови преци тада били на страни Карађорђа, да су се 1813. године повукли у Војводину, а нешто касније поново се вратили у Милошевац па су их доскора називали Пречанима (пречани су они који прелазе преко Дунава). Смедерево је било ослобођено 1805. године. Сигурно је једно, да су се тадашњи Милошевчани радовали том ослобођењу. 1813. година била је грозна година за Србе. Цариградски друм је био окићен кочевима са набијеним српским главама и вешалима са обешеним Србима. Овом сликом су Турци жечечи да улију страх у кости Србима.
Милош Обреновић са својим устаницима 1815. године ослобађа Пожаревац. Радовали су се тадашњи Милошевчани и том ослобођењу. Милош је 1818. године одлучио да врши укрупњивање села па је Миловановиће и Јовиће из крњевачких Бара преселио у Милошевац. Како је записано у школском летопису основна школа у Милошевцу је почела да ради 1814. године. Записано је да је у њој радио извесни Бата из Баната и да је она била смештена код месне капеле. Других писаних извора о тој школи нема. Први следећи се јављају тек 1842. године.
Петар Вулићевић 1813. године шаље кнезу Милошу Милошевчане Симеона Ћирића, Станка Крајинца и Стефана Сурдулића са сеоским кнезом Јованом јер се исти жале на Муарем-Барјактара, јер их овај оптужује да му не дају све обавезе које су дужни да дају. Верује се да је Муарем био примиђур Милошевца.
Станоје Лукић из Милошевца и Станиша Јовановић из Крњева 1829. године поклонили су икону Христову за црквени иконостас у Осипаоници.
Станоје Лукић и Станиша Јовановић закупили су алију Паучину. 1830. године дошао је код кнеза Милоша Милошевчанин Маринко Ђурђевић са писмом Симе Радојковића и молбом да буде ослобођен од пореза јер је кваран у мошницама (брух).
Године 1827. у Милошевцу је отворен први дућан.
Србија је 1830. године од султана и Порте добила хатишериф по коме постаје аутономна кнежевина у оквиру Османског царства.

## Српска аутономност у оквиру турске царевине 1830—1878. год.
У Милошевцу је 1846. године било 182 куће. Србија је хатишерифом из 1830. године добила следеће повластице (слободе):
1. У Београду ће постојати српска кнежевска канцеларија на челу са Милошем Обреновићем. Милош Обреновић и београдски Маршали Алипаша ће се договарати о свим народним пословима;
2. Укида се турски спахијски систем у Србији. Земља је расподељена сељацима;
3. Харач ће имати одређену годишњу висину (износ) и нико га у току године не може повећавати или смањивати;
4. Србима ће судити судија Србин и судија Турчин;
5. Србија добија пуно право развитка својих школа, цркава, пошта, трговине, саобраћаја и тако даље;
6. Милош може држати своје бећаре (врста војске).
Новим хатишерифом од 1833. године Србија је добила 6 нових нахија: Кладово, Неготин, Зајечар, Књажевац, Соко Бању и Соко на Дрини код Крупња. Милошево кнежевство постаје наследно. За време српске аутономности Србијом управљају Милош Обреновић, Михајло Обреновић, Кнез Александар Карађорђевић, син Карађорђев, Милош Обреновић, Михајло Обреновић и Милан Обреновић.

### Изградња Цркве Милошевачке
Шестог априла 1842. године Милошевчани су затражили од Министарства просвете и црквених дела одобрење за подизање цркве у Милошевцу. Министарство је од милошевачке општине затражило да општина треба да направи финансијски предрачун који треба да садржи колика црква треба да буде, са којим трошковима ће бити подигнута, колико има готовине, итд.
Општина је послала министарству следећи одговор:
Црква треба да буде од печене цигле на свод и 25 аршина у дужину (шупљине) и 12 метара ширине. Стајаће мање од хиљаду царских дуката са торњем и иконама, а 800 дуката без торња. Општина има само 400 дуката и 50.000 спремљених цигала.
Црква је завршена 1870. године. Милошевчани су раније помагали градњу цркве у Великом Орашју, Крњеву и Лозовику па су се обратили за помоћ тим местима. Митрополит Петар Јовановић дао је одобрење за градњу цркве. Мајстор је био Јован Кригер из Београда. Црква је подигнута на месту где је била капелица. Молба из 1840. године је била молба Милошевчана и Трновчана. Овој молби је претходила и молба из 1839. године. Црквену књигу Велики требник поклонио је цркви у Милошевцу трговац из Трновча Павле Ђурић 1857. године. Требник је штампан у Москви 1850. године. Типикон је такође штампан у Мискви 1862. године и лозовички парох га је поклонио милошевачкој цркви (Хаџи Алекса Велимировић). Књига Минеј 8° има запис јереја Михајла Новопазарског Хаџи Радуловића из 1799. године. Књигу је за 35 гроша откупио Павле Весовић. У цркви се чува књига венчаних и књига умрлих. Црква има и књигу Рукописно-црквено пјеније, укоричену и одлично сачувану. Први милошевачки парох био је Матеј Миливојевић.
Управник смедеревске државне царине Михајло Грашанин 1837. године јавља кнезу да је Милошевчанин Марко Лукић имао квалитетне свиње на смедеревској државној скели, да су виле равне кнежевским свињама по квалитету и да су превезене на ковинску страну.
Двојица милошевчана су 1835. године тужили суду у Крагујевцу једног Баточинца због смањивања уговорене цена за купљену Алију Кружић. Суд је донео решење у њихову корист. Неки Цинцарин Ђока 1850. године отворио је други дућан у Милошевцу на плацу где је била милошевачка општина. Жика Станковић и Тома Лукић су отворили своје дућане 1860. године. 1871. године милошевачки дрводељци основали су свој еснаф и поклонили цркви Библију у три тома штампану у Москви 1839. године.

### Школство / Училиште
Летоније Павловић у Монографији 170. година О. Ш. Димитрије Давидовић наводи:
Милошевачко училиште почело је да ради 1842. године. У њему је радио млађи наставник Петар Грујић. У училишту је било 16 мушких ђака. Поменути Учитељ је предаво катихизис, срицање из буквара, часловец, псалтир, црквену историјум численије и школска правила. Учитељ и ученици били су у обавези да свек суботе иду у цркву и на причест о Божићу, Ускрсу, Св. Петки и Св. Петра и Св. Павла. Трећег априла 1842. године извршен је други прегледа рада учитеља. Преглед су извршили месни парох Павле Симић и кметови Марко Ћирић и Живко Ђурић. Испитани су следећи ученици: Милош Јанков, Игњат Марковић, Тома Стефановић, Станко Момировић, Ђорђе Мирковић, Василије Редовановић, Павле Филиповић, Павле Марковић, Никола Петровић, Михајил Милорадовић, Михаил Којадиновић, Јеремија Ранков и Радован Пауновић. Оцењивање ученика је било описано. Ево како је оцењен први ученик Милош Јанков: 11. година, похађа школу сваки дан, совоукпно наставленије добар, наука законаја добар, свјаштена историја три, четеније псалтира три, численије средњи, церковно пенније добар, нарави немирне, поматније средњег.
1850. године у школи је радио учитељ Јован Марјановић са 23 ученика, 1858. године Баса Живковић са 53 ученика и Мирко Милошевић са 57 ученика, Михајло Радосављевић са 43 ученика, а 1859/1861. године било је 55 ученика. Максим Живчевић је 1863. године радио са 37 ученика, а 1868. године са 97 ученика.
Та учитеља Максима Живчевића у књизи 175. година основне школе Димитрије Давидовић пише ово: родом из Прања код Ужица, осма класа. Оженио се сестром Томе Лучића и добио велики мираз. Од управе фонда узео је кредит уз камату од 6%, а сиромашним сељацима узајмљивао је нова уз интерес од 30% и више. Оваквим зарадама и штедњом купио је око 200 хектара земље. Њу је обрађивао дајући је у наполицу. Због материјалне користи у доба Обреновића припадао је напредњачкој партији, а иначе се није бавио политиком. Када се обогатио напустио је учитељску дужност и посветио се привреди.
1869. године школа није радила. Разлог непознат. Од 1870—1877. године у школи је радио учитељ Сретен Арсенијевић. Путем добровољних прилога формирао је школски фонд (2.135 гроша). 1870. године поменути учитељ је сачинио и следећи писмени документ:

#### Осмотреније
Предавајеми предмета ученицима О. Ш. Милошевачке у разреду III, II и I за друго полугође 1870. године:

У разреду III-ем
1. Читање из друге читанке до краја;
2. Читање славенско из 2 читанке до краја;
3. Писање из писмених састава;
4. Из рачунице друга два вида разнонаречених бројева;
5. Кратнији катахизис 2-3 част;
6. Прва знања наизуст 7-8 час.
7. Основни грађанског земљописа са употребом земљовида;
8. Учили су пенније оба полугодија.
У разреду II-ом
1. Читање из читанке до краја;
2. Славенско читање из прве читанке до краја;
3. Писање по прегледници;
4. Из рачунице друга два вида равнонареченијих бројева и наизустно учење таблица множеша и деоба;
5. Кратка свештена историја Новога завета;
6. Прва знања, наизуст трећа и четврта глава;
7. Десет божијих заповести;
8. Пјеније.
У I разреду
1. Продужење буквара тј. читање са грађанским писмима;
2. Познавање црквених писменам, срицање и читање;
3. Продужено писање на табли и почетак по прегледници;
4. Наизустно учење бројев до 1.000 и писање таквих на табли и бројање са стварима;
5. Наизустно учење символа вере
Када се овај наставни план упореди са наставним планом из 1842. године да се лако запазити да је учињена коренита реформа. Вук Караџић уе умро 1864. године, његов народни језик је признат и реформа је учињена захбаљујући њему.
1877. године прву вршалицу у Милошевац довезао је Пера Кузмановић, а Максим Живчевић је 1860. године отворио прву кафану.
1876/1878. године вођен је Српско-турски рат. Српска војска је ослободила нишки, пиротски, врањски и топлочки округ и Берлински конгрес је 1878. године донео одлуку да ти окрузи припадну Србији.

## Србија као краљевина 1878—1912. год.
Стицањем независности и самосталности 1878. године у Милошевцу је било 552 куће (домаћинства) и 236 ученика у сва четири разреда основне школе. Школска зграда у центру подигнута је 1910. године. У њој, поред мушке, радила је и основна женска школа. 1910. године родила се идеја за оснивање набављачко-потрошачке задруге, која је реализована тек 1919. године. Кредитна задруга са својом трговинском продавницом основана је 1902. године. Живан Лукић, правник, био је посланик у српској Народној скупштини. Милошевчанка Савета, као изразито лепа жена, била је дворјанка на двору краља Александра Обреновића.
У периоду 1870—1880. године милошевачки војни обавезници су вежбали на војном вежбалишту у Лозовику. Живота Лукић био је официр на том вежбалишту. То је било време постојања српске народне војске, јер још није била организована класична касарска војска.
Године 1886. саграђена је железничка пруга и поред ње железничка станица. Један од организатора за изградњу цркве био је Михајло Радовановић, који је богословију завршио у Кијеву. Да би се дошло до што више обрадиве оранице у потезу Гај је посечена велика храстова шума у периоду 1860—1890. године.
Трећи разред мушке и трећи разред женске школе су се спојили 1904. године, а 1907. спојили су се други разреди поменутих школа.
У периоду од 1870—1912. у милошевачкој основној школи је радило укупно 46. учитеља и учитељица. Ови учитељи су били разврстани на класе (платни разреди). Сви су били од осме до десете класе. Учитељи који су радили у месној школи од 1912. до 1980. године пописани су у школској монографији из 1980. године.
У периоду 1878—1912. године мештани су много трговали стоком продајући их трговцима из мађарске Војводине. Те милошевачке трговце називају пештанцима.
Пруга Велика Плана - Мала Крсна грађена је у периоду 1882—1886. године, а садашња жечезничка станица подигнута је 1910. године.
Милошевачки пештанци су своју децу школовали у Бечу, Пешти и Кијеву. У овом периоду у Србији су постојале напредњачка, радикална и либерална странка. Учитељ Максим Живчевић био је члан напредњачке странке. Живота Лукић био је лични познаник краља Петра Карађорђевића, а Маркић Лукић био је лични сарадник чувеног уставобранитеља Томе Вучића Перишића.

## Балкански ратови 1912/13. и Први светски рат 1914—1918. год.
Старије генерације Милошевчана преносе млађим генерацијама како су 1912. и 1913. године црквена звона звонила као знак позивања и испраћаја војних обвезника у рат са Турцима за ослобађање Рашке области (Нови Пазар, Нова Варош, Пријепоље, Сјеница, Тутин), Косова и Вардарске Македоније. Такође звона су звонила и када су Милошевчани полазили у рат са Бугарима (Брегалничка битка). Звона су звонила и приликом повратка ратника са бојишта. У оба балканска рата учествовало је око 400 Милошевчана. На бојиштима је погинуло око 30 ратника.
У биткама Првог светског рата учествовало је око 600 Милошевчана. На бојиштима је погинуло око 128 бораца. Дванаест ратника Милошевчана је одликовано Карађорђевом звездом са мачем. На потезу Полој на северној страни Милошевца вођена је једна мања битка између српског коњичког пука и аустроугарске војске. Ту је погинуло око 32 непријатељска војника. Зграда данашње основне школе била је краткотрајно претворена у касарну. Погинули непријатељски воници сахрањени су у црквеној порти.
У част и славу свим погинулим Милошевчанима у поменутим ратовима 1923. године подигнут је спомен-дом. Данас дом користи школа за потребе наставе.

## Краљевина Југославија 1918—1941. год.
Како је претходно речено 1923. године подигнут је Спомен-дом свим погинулим Милошевчанима у претходим ратовима (128 погинулих). Задруга је 1923. године купила прву вршалицу за потребе пољопривредника, а 1926. године купљен је први трактор.
До 1932. године отворено је око 12 приватних продавница. 1922. године основано је прво акционарско друштво. Друштво је почело да ради пуном паром тек 1924. године производећи циглу и цреп.
Земљорадничка задруга 1925. године има 50 својих чланова (сарађивача). 1929. године основана је здравствена задруга уз помоћ Савеза здравствених задругара Србије и Хигијенског завода из Београда.
Зграда за потребе купатила са десет тушева подигнута је 1930. године. У задругу се врло брзо учланило око 500 домаћинстава. Задруга је имала одсек за жене, одсек за ветерину и ратарски одсек.
Месни хор Морава основан је 1910. године, а драмска секција 1918. године. Ово културно-уметничко друштво давало је следеће позоришне комаде: Ђидо, Кир Јања, Ивкова слава, Девојачка клетва, Хајдук Станко, Станоје Главаш, Два цванцика, Подвала и друге.
Године 1919. године Милошевчани Милан Станковић, Стеван Богдановић и Миодраг Пашић су учествовали у мађарској социјалистичкој револуцији. Први чланови КПЈ били су Радојка и Видоје Ђулић. На парламентарним изборима 1920. године 14 Милошевчана је дало свој глас КПЈ.
Месна библиотека са 340 књига и 170 чланова основана је 1923. године.
Године 1929. основана је Соколска чета. Начелник чете био је учитељ Бошко Богдановић, Чета је учествовала на спортским приредбама у Љубљани, Загребу, Сарајеву, Скопљу, Софији и Прагу.
1930/1931. године месне докторке Спасенија Симић и Амброжич дале су предлог да се у Милошевцу отвори дечја колонија, која се данас зове Центар за породични смештај деце Рада Младеноцић Ђулић-Црна. 1920. године основана је организација Црвеног крста.
1936. године стару циглану у Плоју откупили су Раја Јовановић и Живота Лукић од Николе Живановића. 1934. године са обе стране школске зграде дозидана су још два дела са спратом тако да се добило три учионице и два стана.
У Милошевцу је 1938. године било око 989 домаћинстава. 600 домаћинстава поседовало је просечно по три хектара, 250 по 3-5 хектара и 38 домаћинстава преко 10 хектара. Само учитељ Максим Живчевић је имао око 200 хектара.
1939. године било је око 50 домаћинстава безземљаша. 1926. године акционарско друштво помоћу једног трактора почело је са производњом електричне струје коју је користио један мали број домаћинстава.
Прву фудбалску лопту донео је у Милошевац Момчило Миливојевић 1928. године. 1930. основан је фудбалски клуб Слога. Прве фудбалске утакмице су игране у кориту реке Језаве и на закупљеним приватним њивама.

## Други светски рат 1939/41—1945. год.
Приликом формирања бановина у Краљевини Југославији 1939. године Милошевац је ушао у састав Дунавске бановине са седиштем у Новом Саду. Шестог априла 1941. године нападнута је Краљевина Југославија. Милошевац је тада примио многе београдске избеглице. У периоду 1941—1945. како у Србији тако и у Милошевцу била су политичка превирања. У Милошевцу је тада било недићевских, четничких, љотићевских и комунистичких група. Већина Милошевчана се држала по страни. У том периоду основна школа је радила, јер је тада Недићева влада била организатор рада школа. Немци су одвели у заробљеништво 61 Милошевчанина.
У Милошевцу се у овом периоду нашло око 50 избегличких породица. 20. августа 1941. године ушла је у Милошевац Орашка партизанска чета Другог шумадијског НОП одреда, запалила општинску архиву, порушила ПТТ уређаје и организовала збор мештана на коме су комунисти говорили о циљевима борбе КПЈ против окупатора. Чета се задржала у Милошевцу четири дана. У каснијим годинама у партизанске јединице је отишло око 30 Милошевчана.
15. октобра 1941. године један вод партизанске Орашке чете у организацији партизана и књижевника Танасија Младеновића из Сараораца зауставио је воз на милишевачкој железничкој станици откачио локомотиву од вагона и вратио је назад за Велико Орашје. Вита Цветковић који је написао књигу "Локомотива-фантом", каже да се та локомотива кретала до Бегрдана.
Године 1942. у Милошевцу је био основан краткотрајни Љотићевски одбор, који је организовао сеоску стражу. Двадесет два Милошевчанина су одведена у Смедеревску Паланку у немачки логор за преваспитавање. На Морави су ухваћени и неки припадници Космајског НОП одреда. Предати су Немцима у Смедеревској Паланци и тамо стрељани.
1942. године у селу Гулежу под Космајем погинули су неки милошевачки партизани. 1943. године у Милошевцу је био формиран Четнички Равногорски одбор. У августу 1944. године основана је прва ћелија СКОЈ-а.
Код жечезничке станице погинуло је октобра 1944. године 14 совјетских црвеноармејаца. И они су били привремено сахрањени у црквеној порти, а касније на Чачалици код Пожаревца. Од 61 заробљеника у Милошевац се вратило 54. Извесни Мика Витомирац је био логораш у Немачком концентрационом логору у Норвешкој.
У 1944. години извршене су две мобилизације за потребе партизанских јединица у циљу ослобађања Београда и пробоја Сремског фронта. Том приликом је било мобилисано око 700 Милошевчана. У тим борбама погинуло је око 55 бораца.
Милошевац је ослобођен 10. октобра 1944. године. Први МНОО - Месни народно ослободилачки одбор основан је 14. октобра 1944. године.